# Karl Gebhardt
Karl Gebhardt (født 23. november 1897, død 2. juni 1948) var en tysk læge. Han var Reichsführer-SS Heinrich Himmlers personlige læge, og var en af hovedmændene bag de medicinske eksperimenter i koncentrationslejrene Ravensbrück og Auschwitz.
Gebhardt blev født i Haag i Bayern. Han begyndte at studere medicin i München i 1919 hvor han også deltog i Frikorps Oberland. I 1935 fik han sin habilisation, og året efter blev han amanuensis i Berlin. Fra 1937 var han professor i ortopædisk kirurgi.
Han meldte sig ind i NSDAP den 1. maj 1933. To år senere gik han også ind i SS, og blev overlæge ved sanatoriet i Hohenlychen i Uckermarck. Han omstillede det fra et tuberkulosesanatorium til en ortopædisk klinik, og under 2. verdenskrig til et sygehus for Waffen-SS. I 1938 blev han Himmlers personlige læge, og blev derefter forfremmet til Gruppenführer i SS. 
Gebhardt beordrede og deltog i eksperimenter på fanger i flere koncentrationslejre, specielt i kvindelejren Ravensbrück (som lå nær Hohenluchen) og i Auschwitz. Under en del af 2. verdenskrig var han præsident for tyske Røde Kors.
I 1947 blev han stillet for retten i Lægeprocessen i Nürnberg. Hvor han blev dømt for krigsforbrydelser og forbrydelser mod menneskeheden, og dømt til døden den 20. august 1947. Gebhardt blev hængt i Landsberg-fængslet den 2. juni 1948.